# Метотрексат
Метотрексат (лат. Methotrexatum; у минулому[коли?] - Аметоптерин[джерело?]) — синтетичний лікарський препарат, є цитотоксичним засобом класу антиметаболітів. За своєю хімічною структурою є схожим до фолієвої кислоти і є її антагоністом. Також належить до групи імуносупресантів та цитостатиків. Метотрексат застосовується як парентерально (внутрішньовенно, внутрішньом'язово та інтралюмбально) та перорально.

## Історія
Метотрексат уперше синтезований індійським ученим Єллапрагада Суббарао, який працював у американській компанії «Lederle», разом із іншим похідним фолієвої кислоти — аміноптерином, та у 1947 році уперше досліджувався групою вчених, до якої входив, зокрема, американський онколог та педіатр Сідні Фарбер, згідно даних яких застосування препарату спричинювало ремісію захворювання у дітей із гострим лімфобластним лейкозом. У дослідженнях також встановлено механізм дії метотрексату. Встановлено, що препарат у дослідженнях мав меншу токсичність, ніж інші сполуки, які застосовувались для лікування раку. У 1950 році метотрексат запропонований для лікування лейкозу, а в 1951 році доведена його ефективність при застосуванні раку легень. У 1956 році доведена ефективність метотрексату в лікуванні хоріокарциноми та хоріоаденоми у жінок. Метотрексат уперше схвалений FDA у 1953 році.

## Фармакологічні властивості
Метотрексат — синтетичний лікарський засіб, який за своєю хімічною структурою є аналогом фолієвої кислоти. Механізм дії препарату полягає в інгібуванні ферменту дигідрофолатредуктази, яка сприяє перетворенню метаболіта фолієвої кислоти дигідрофолієввої кислоти в тетрагідрофолієву кислоту, внаслідок чого гальмується синтез пуринових нуклеотидів та тимідилату в S-фазі мітозу. Оскільки мітотична активність більш виражена у клітин, які швидко ростуть, то метотрексат активніший до клітин злоякісних пухлин, ембріональних клітин, клітин слизової оболонки кишечника, сечового міхура та ротової порожнини. Метотрексат застосовується як протипухлинний препарат при різних видах раку: лімфогранулематозі, гострому лімфобластному лейкозі, неходжкінських лімфомах, гострому мієлобластному лейкозі, мієломній хворобі, нейролейкозі, трофобластичних пухлинах, раку печінки, нирки, яєчника, легень, грибовидному мікозі та остеогенній саркомі; у тому числі й у дітей, за необхідності й у надвисоких дозах. Метотрексат має також імуносупресивний ефект, і як імуносупресант застосовується при різноманітних захворюваннях, які мають системні прояви. Зокрема, при ревматоїдному артриті метотрексат є одним із базових препаратів. Метотрексат також застосовується при хворобі Крона, неспецифічному виразковому коліті, хворобі Рейтера, синдромі Сезарі, розсіяному склерозі, червоному плоскому лишаї, а також псоріазі та псоріатичному артриті. Механізм дії метотрексата при системних та автоімунних захворюваннях поки що залишається невідомим. Метотрексат особливо активний до ембріональних клітин, тому його застосування при вагітності може призвести як до народження дитини із чисельними вадами розвитку, так і до самовільного переривання вагітності або народження мертвої дитини, хоча при довготривалих спостереженнях були випадки народження й здорових немовлят. При застосуванні метотрексату спостерігається значна кількість побічних ефектів, переважно пов'язаних із порушенням метаболізму фолієвої кислоти, тому препарат рекомендовано застосовувати разом із фолієвою кислотою.

### Фармакокінетика
Метотрексат швидко всмоктується після перорального застосування, біодоступність препарату при пероральному застосуванні становить 50—60 %. Максимальна концентрація препарату досягається протягом 1—2 годин після перорального застосування та 30—60 хвилин після внутрішньом'язового застосування. Метотрексат у помірній кількості (на 50 %) зв'язується з білками плазми крові. Метотрексат погано проникає через гематоенцефалічний бар'єр, а при інтралюмбальному введенні частина препарату повертається у системний кровотік. Препарат проникає через плацентарний бар'єр та виділяється в грудне молоко. Метаболізується препарат частково в печінці із утворенням переважно активних метаболітів. Виводиться метотрексат із організму переважно із сечею у незміненому вигляді, лише незначна частина (до 10 %) препарату виводиться із жовчю, спостерігається також ентерогепатична циркуляція метотрексату. Період напіввиведення метотрексату варіює, становить при застосуванні низьких доз 3—10 годин, при застосуванні високих доз 8—15 годин. При порушенні функції нирок час напіввиведення препарату значно збільшується.

## Показання до застосування
Метотрексат застосовується для лікування раку яєчника, раку шийки матки, раку молочної залози, остеосаркомі, нейробластоми, семіноми яєчка, нейролейкозі, трофобластичних пухлинах, раку печінки, раку нирки, раку легень, мієломній хворобі, а також при лімфопроліферативних захворюваннях — лімфогранулематозі, гострому лімфобластному лейкозі, неходжкінських лімфомах, хронічному лімфолейкозі, при важкому перебігу бронхіальної астми, ревматоїдному артриті, розсіяному склерозі, хворобі Крона, неспецифічному виразковому коліті, синдром Райтера (Рейтера), синдромі Сезарі, розсіяному склерозі, червоному плоскому лишаї, псоріазі та псоріатичному артриті.

## Побічна дія
При застосуванні метотрексату побічні ефекти спостерігаються досить часто, переважна більшість із них спричинені порушенням метаболізму фолієвої кислоти Серед побічних ефектів метотрексату найчастішими є:
- Алергічні реакції та з боку шкірних покривів — висипання на шкірі, свербіж шкіри, акне, фурункульоз, еритема шкіри, фотодерматоз, телеангіектазії, кропив'янка, синдром Стівенса-Джонсона, синдром Лаєлла, анафілактичний шок.
- З боку травної системи — виразковий стоматит, гінгівіт, фарингіт, нудота, блювання, діарея, панкреатит, гастроентерит, зиження апетиту, виразки шлунково-кишкового тракту, шлунково-кишкові кровотечі; при тривалому застосуванні можлива гостра дистрофія печінки або жирова дистрофія печінки, перипортальний фіброз печінки або цироз печінки.
- З боку нервової системи — головний біль, судоми, афазія, геміпарез, порушення зору.
- З боку дихальної системи — інфільтрати в легенях, пневмофіброз.
- З боку сечостатевої системи — гематурія, порушення функції нирок, цистит, безпліддя, розлади функції яєчників, розлади овуляції, порушення менструального циклу, азооспермія, олігоспермія, порушення статевої функції.
- Інфекційні ускладнення — септицемія, зниження опірності до інфекцій.
- Зміни в лабораторних аналізах — анемія, тромбоцитопенія, лейкопенія, гіпогаммаглобулінемія, підвищення рівня креатиніну та сечовини в крові, підвищення рівня білірубіну в крові, підвищення рівня активності ферментів печінки в крові.
- Інші побічні ефекти — метаболічні порушення, остеопороз; при застосуванні під час вагітності можливі внутрішньоутробна загибель плода, вади розвитку плода, затримка росту плода, ембріональна токсичність.

## Протипокази
Метотрексат протипоказаний при підвищеній чутливості до препарату, при вираженому пригніченні функції кісткового мозку, активних інфекціях (особливо вітряній віспі, оперізуючому герпесі), асциті, анемії, виражених порушеннях функції печінки або нирок, кровотечах, стоматиті, виразковій хворобі, вагітності та годуванні грудьми.

## Форми випуску
Метотрексат випускається у вигляді таблеток по 0,0025; 0,005; 0,0075; 0,01 та 0,015 г; концентрату для приготування розчину для внутрішньовенних інфузій у флаконах по 100 мг/мл по 5, 10, 40 та 50 мл; в ампулах по 2; 5 і 10 мл; в ампулах для підшкірного введення по 0,15; 0,2; 0,25; 0,3; 0,35; 0,4; 0,45; 0,5; 0,55; 0,6; 0,75; 1, та 1,5 мл; розчину для ін'єкцій, 50 мг/мл по 0,15; 0,20; 0,25; 0,30; 0,35; 0,40; 0,45; 0,50; 0,55 і 0,60 мл у попередньо заповненому шприці із вбудованою ін'єкційною голкою.